# Skala Likerta
Skala Likerta – strategia pomiarowa, stosowana w kwestionariuszach ankiet i wywiadach kwestionariuszowych, dzięki której uzyskać można wiedzę o stopniu akceptacji zjawisk, poglądów, procesów, cech itp. Często wykorzystywana jest do mierzenia postaw wobec konkretnych oddziaływań, zachowań, zdarzeń, obiektów, projektów bądź problemów.
Nazwa skali pochodzi od nazwiska Rensisa Likerta, który opracował ją w 1932 r. Skala została stworzona na potrzeby liczenia wskaźników zbudowanych z sumy (lub średniej) wag liczbowych, przypisanych wypowiedziom respondentów wobec pakietu stwierdzeń (mikrotez) sformułowanych w kwestionariuszu. Różni się tym od skal porządkowych, że dane z pomiarów mogą być i z reguły są traktowane jako ilościowe.
Skala Likerta może być stosowana do zbierania informacji dotyczących oceny różnych tematów: zgody z twierdzeniem lub oceną, wartości, stosowności, częstotliwości, jakości, prawdopodobieństwa, zakresu, kompetencji, porównania, wydajności, zadowolenia. Stosowana może być skala trzy- cztero-, pięcio-, sześcio- lub siedmiopunktowa.  Wiele skali można znaleźć na stronie „40 najlepszych przykładów w skali Likerta”.
W ujęciu uproszczonym często „skalą Likerta” nazywa się kafeterię pięciu wypowiedzi ułożonych w porządku od całkowitego odrzucenia do całkowitej akceptacji, np.:
1. – zdecydowanie nie zgadzam się,
2. – raczej się nie zgadzam,
3. – nie mam zdania,
4. – raczej się zgadzam,
5. – zdecydowanie się zgadzam

Respondent wybiera tę wypowiedź, która najbardziej odpowiada jego odczuciom. Liczba możliwych opcji do wyboru powinna być nieparzysta (najczęściej 5), aby środkowe stwierdzenie było neutralne.
Obecnie zaleca się stosowanie siedmiostopniowej kafeterii, z wykorzystaniem różnych „symetrycznych” sformułowań, zależnych od treści stwierdzeń i najlepiej pasujących do narracji: bodziec-stwierdzenie → reakcja-wypowiedź. Przykładowa kafeteria wypowiedzi wobec problemowych zagadnień w kwestionariuszu:
1. – absolutnie nie,
2. – nie,
3. – chyba nie,
4. – nie wiem,
5. – chyba tak,
6. – tak,
7. – absolutnie tak.

Pełne, prawidłowe rozumienie pojęcia „skala Likerta” w metodologii badań powinno odnosić się do zoptymalizowanego narzędzia, które (oprócz kafeterii wzorowanej na Likercie) spełnia też ważne kryteria pomiarowe. Pierwszym założeniem w koncepcji Likerta było to, ażeby wszystkie szczegółowe sformułowania w kwestionariuszu dotyczyły tego samego problemu ogólnego (indicatum), dzięki czemu mo‭żliwe jest dodawanie elementarnych wskaźników. Tak skonstruowane narzędzie badawcze nazywa się Skalą sumowanych ocen. Zatem w procesie tworzenia i optymalizacji skali Likerta należy weryfikować kryterium trafności.
Drugim kryterium u Likerta była zdolność skali do różnicowania postaw respondentów. Kluczowe jest pozostawianie w kwestionariuszu tylko tych sformułowań (wybranych z większej liczby pierwotnie testowanych), które w badaniu pilotażowym najsilniej pobudzały do wyraziście zróżnicowanych wypowiedzi.
W badaniach poprawności tez, dzięki zawartej w wyskalowanym kwestionariuszu galerii stwierdzeń (mikrotez) i uzyskaniu skategoryzowanych wypowiedzi wyznacza się predylekcje (szczególne upodobanie, wysoką skłonność do kogoś albo czegoś). Pozwala to na określenie paradygmatu (najogólniejszego modelu), charakteryzującego zbiorowość bądź jednostki oraz umożliwia wyznaczenie jakościowych i ilościowych standardów ewaluatywnych dla danej populacji.